# Richards Dawkins' bibliografi
Følgende liste over publikationer fra Richard Dawkins er en kronologisk liste over papirer, artikler, essays og bøger udgivet af den britiske etolog og evolutionærbiolog Richard Dawkins.

## Bøger
- Dawkins, R. (1976). The Selfish Gene. Oxford: Oxford University Press. ISBN 0-19-286092-5. (engelsk)
- Dawkins, R. (1982). The Extended Phenotype. Oxford: Oxford University Press. ISBN 0-19-288051-9. (engelsk)
- Dawkins, R. (1986). The Blind Watchmaker. New York: W. W. Norton & Company. ISBN 0-393-31570-3. (engelsk)
- Dawkins, R. (1995). River Out of Eden. New York: Basic Books. ISBN 0-465-06990-8. (engelsk)
- Dawkins, R. (1996). Climbing Mount Improbable. New York: W. W. Norton & Company. ISBN 0-393-31682-3. (engelsk)
- Dawkins, R. (1998). Unweaving the Rainbow. Boston: Houghton Mifflin. ISBN 0-618-05673-4. (engelsk)
- Dawkins, R. (2003). A Devil's Chaplain. Boston: Houghton Mifflin. ISBN 0-618-33540-4. (engelsk)
- Dawkins, R. (2004). The Ancestor's Tale. Boston: Houghton Mifflin. ISBN 0-618-00583-8. (engelsk)
- Dawkins, R. (2006). The God Delusion. New York: Bantam Books. ISBN 0-618-68000-4. (engelsk)
- Various (2008).  Richard Dawkins (red.). The Oxford Book of Modern Science Writing. Oxford: Oxford University Press. ISBN 0-19-921680-0. (engelsk)
- Dawkins, R. (2009). The Greatest Show on Earth: The Evidence for Evolution. Free Press (USA), Transworld (Storbritannien og Commonwealth). ISBN 0-593-06173-X. (engelsk)
- Dawkins, R. (2011). The Magic of Reality: How We Know What's Really True. Free Press (USA), Bantam Press (Storbritannien). ISBN 1-4391-9281-2. OCLC 709673132. (engelsk)

## Populære artikler
- Dawkins, R. (december 1992). "Is god a computer virus?". New Statesman. 5 (233): 42-45. (engelsk)
- Dawkins, R. (juni 1993). "Meet my cousin, the chimpanzee". New Scientist. 138 (1876): 36-38. (engelsk)
- Dawkins, R. (1993). "Viruses of the Mind" (PDF). Free Inquiry: 34-41. (engelsk)
- Dawkins, R. (september 1995). "The Evolved Imagination". Natural History. 104 (9): 8. (engelsk)
- Dawkins, R. (november 1995). "God's Utility Function". Scientific American. 273 (5): 80-85. doi:10.1038/scientificamerican1195-80. (engelsk)
- Dawkins, R. (10. april 1999). "Snake Oil and Holy Water". Forbes: 235+. (engelsk)
- Dawkins, R. (2. oktober 2000). "Hall of Mirrors". Forbes: 273. (engelsk)
- Dawkins, R. (januar 2001). "What is science good for?". Harvard Business Review. 79 (1): 159-63, 178. PMID 11189460. (engelsk)
- Dawkins, R. (2004-09-11). "Gerin Oil". Free Inquiry. Arkiveret fra originalen 25. juli 2011. Hentet 15. maj 2012. {{cite journal}}: Cite journal kræver |journal= (hjælp) (engelsk)
- Dawkins, R. (2005-02-19). "The Giant Tortoise's Tale". The Guardian (London). {{cite news}}: Kursiv eller fed markup er ikke tilladt i: |publisher= (hjælp) (engelsk)
- Dawkins, R. (2005-02-26). "The Turtle's Tale". The Guardian (London). (engelsk)
- Dawkins, R. (2005-05-21). "God's Gift to Kansas". The Times (London). (engelsk)
- Dawkins, R. "The Lava Lizard's Tale". The Guardian (London). (engelsk)
- Dawkins, R.; Dawkins, R; Noble, D; Yudkin, M (2007). "Genes still central". New Scientist. 196 (2634): 18-18. doi:10.1016/S0262-4079(07)63136-4. (engelsk)
- Krauss, L.M.; Dawkins, R. (2007). "Should science speak to faith?". Scientific American. 297 (1): 88-91. doi:10.1038/scientificamerican0707-88. PMID 17695847.{{cite journal}}:  CS1-vedligeholdelse: Flere navne: authors list (link) (engelsk)
- Dawkins, R. (2008). "The group delusion". New Scientist. 197 (2638): 17. doi:10.1016/S0262-4079(08)60086-X. (engelsk)
- Dawkins, R. (2008). "The evolution of altruism – what matters is gene selection". New Scientist. 197 (2638): 17-17. doi:10.1016/S0262-4079(08)60086-X. (engelsk)

## Akademiske papirer

### 1960'er
- Dawkins, R. (1968). "The ontogeny of a pecking preference in domestic chicks". Z Tierpsychol. 25 (2): 170-186. doi:10.1111/j.1439-0310.1968.tb00011.x. PMID 5684149. (engelsk)
- Dawkins, R. (1969). "Bees Are Easily Distracted". Science. 165 (3895): 751-751. doi:10.1126/science.165.3895.751. PMID 17742255. (engelsk)

### 1970'er
- Dawkins, R. (1971). "Selective neurone death as a possible memory mechanism". Nature. 229 (5280): 118-119. doi:10.1038/229118a0. (engelsk)
- Dawkins, R. (1976). "Growing points in ethology".  I Bateson, P.P.G. and Hinde, R.A. (red.). Hierarchical organization: A candidate principle for ethology. Cambridge: Cambridge University Press.{{cite book}}:  CS1-vedligeholdelse: Flere navne: editors list (link) (engelsk)
- Dawkins, R.; Carlisle, T.R. (1976). "Parental investment, mate desertion and a fallacy". Nature. 262 (5564): 131-133. doi:10.1038/262131a0. (engelsk)
- Treisman, M.; Dawkins, R. (1976). "The "cost of meiosis": is there any?". Journal of Theoretical Biology. London: Academic Press. 63 (2): 479-484. doi:10.1016/0022-5193(76)90047-3. PMID 1011857.{{cite journal}}:  CS1-vedligeholdelse: Flere navne: authors list (link) (engelsk)
- Dawkins, R. (1976). "Universal Darwinism".  I Bendall, D.S. (red.). Evolution from Molecules to Men. Cambridge: Cambridge University Press. s. 403-425. (engelsk)
- Dawkins R (1978). "Replicator selection and the extended phenotype". Z Tierpsychol. 47 (1): 61-76. doi:10.1111/j.1439-0310.1978.tb01823.x. PMID 696023. (engelsk)
- Dawkins, R.; Krebs, J.R. (1978). "Animal signals: information or manipulation". Behavioural Ecology: An Evolutionary Approach. Oxford: Blackwell Scientific Publications. s. 282-309. (engelsk)
- Dawkins, R. (1979). "Twelve Misunderstandings of Kin Selection". Zeitschrift für Tierpsychologie. 51: 184-200. doi:10.1111/j.1439-0310.1979.tb00682.x. (engelsk)
- Dawkins, R.; Krebs, J.R. (1979). "Arms races between and within species". Proc. R. Soc. Lond., B, Biol. Sci. 205 (1161): 489-511. doi:10.1098/rspb.1979.0081. PMID 42057. (engelsk)
- Brockmann, H.J.; Dawkins, R.; Grafen A. (1979). "Joint nesting in a digger wasp as an evolutionarily stable preadaptation to social life". Behaviour. London: Academic Press. 71 (3): 203-244. doi:10.1163/156853979X00179. (engelsk)
- Dawkins, Richard; Brockmann, H.J.; Grafen, A. (1979). "Evolutionarily stable nesting strategy in a digger wasp". Journal of Theoretical Biology. 77 (4): 473-496. doi:10.1016/0022-5193(79)90021-3. PMID 491692. (engelsk)

### 1980'er
- Dawkins, R. (1980). "Good strategy or evolutionarily stable strategy".  I Barlow, G.W. and Silverberg, J. (red.). Sociobiology: Beyond Nature/Nurture?. Colorado: Westview Press. s. 331-337. ISBN 0-89158-960-0.{{cite book}}:  CS1-vedligeholdelse: Flere navne: editors list (link) (engelsk)
- Dawkins, Richard; Brockmann, H.J. (1980). "Do digger wasps commit the concorde fallacy?". Animal Behaviour. 28 (3): 892-896. doi:10.1016/S0003-3472(80)80149-7. (engelsk)
- Dawkins, Richard (1981). "In defence of selfish genes". Philosophy. 56 (218): 556-573. doi:10.1017/S0031819100050580. (engelsk)
- Krebs, J.R.; Dawkins, R. (1984). "Animal signals: mind-reading and manipulation".  I Krebs, J. R. and Davies, N.B. (red.). Behavioural Ecology: An Evolutionary Approach. Oxford: Blackwell Scientific Publications. s. 380-402. ISBN 0-632-02702-9.{{cite book}}:  CS1-vedligeholdelse: Flere navne: editors list (link) (engelsk)

### 1990'er
- Dawkins, R. (1990). "Parasites, desiderata lists and the paradox of the organism". Parasitology. 100. Suppl: S63-73. PMID 2235064. (engelsk)
- Dawkins, R. (juni 1991). "Evolution on the Mind". Nature. 351 (6329): 686-686. doi:10.1038/351686c0. (engelsk)
- Hurst, L.D.; Dawkins, R. (maj 1992). "Evolutionary Chemistry: Life in a Test Tube". Nature. 357 (6375): 198-199. doi:10.1038/357198a0. PMID 1375346.{{cite journal}}:  CS1-vedligeholdelse: Flere navne: authors list (link) (engelsk)
- Dawkins, R. (1994). "Evolutionary biology. The eye in a twinkling". Nature. 368 (6473): 690-691. doi:10.1038/368690a0. PMID 8152479. (engelsk)
- Dawkins, R. (september 1995). "The Evolved Imagination". Natural History. 104 (9): 8. (engelsk)
- Dawkins, R. (december 1994). "Burying The Vehicle". Behavioral and Brain Sciences. 17 (4): 616-617. doi:10.1017/S0140525X00036207. Arkiveret fra originalen 15. september 2006. Hentet 15. maj 2012. (engelsk)  (Webside ikke længere tilgængelig) (engelsk)
- Dawkins, R.; Holliday, Robin (august 1997). "Religion and Science". BioEssays. 19 (8): 743-743. doi:10.1002/bies.950190817. (engelsk)
- Dawkins, R. (1997). "The Pope's message on evolution: Obscurantism to the rescue". The Quarterly Review of Biology. 72 (4): 397-399. (engelsk)
- Dawkins, R. (1998). "Postmodernism Disrobed". Nature. 394 (6689): 141-143. doi:10.1038/28089. (engelsk)
- Dawkins, R. (1998). "Arresting evidence". Sciences (New York). 38 (6): 20-5. PMID 11657757. (engelsk)

### 2000'er
- Dawkins, R. (2000). "W. D. Hamilton memorial". Nature. 405 (6788): 733. doi:10.1038/35015793. (engelsk)
- Dawkins, R. (2002). "Should doctors be Darwinian?". Transactions of the Medical Society of London. 119: 15-30. PMID 17184029. (engelsk)
- Blakemore C, Dawkins R, Noble D, Yudkin M (2003). "Is a scientific boycott ever justified?". Nature. 421 (6921): 314-314. doi:10.1038/421314b. PMID 12540875.{{cite journal}}:  CS1-vedligeholdelse: Flere navne: authors list (link) (engelsk)
- Dawkins, R. (2003). "The evolution of evolvability". On Growth, Form and Computers. London: Academic Press. (engelsk)
- Dawkins, R. (2004). "Viruses of the mind".  I Warburton, N. (red.). Philosophy: Basic Readings. New York: Routledge. ISBN 0-415-33798-4. (engelsk)
- Dawkins, R. (juni 2004). "Extended phenotype - But not too extended. A reply to Laland, Turner and Jablonka". Biology & Physiology. 19 (3): 377-396. doi:10.1023/B:BIPH.0000036180.14904.96. (engelsk) (engelsk)